# Талсинський край
Та́лсинський кра́й (латис. Talsu novads) — адміністративно-територіальна одиниця Латвійської Республіки. Розташований у західній частині країни, в історичному регіоні Курляндія. Адміністративний центр — Талсі. Створений 2021 року. Площа — 2744 км². Населення — 35 699 осіб (2021). До складу краю входять 4 міста і 18 волостей.

## Історія
Край утворений 1 липня 2021 року шляхом об'єднання Талсинського, Мерсрагського (існував у 2010-2021 виділенням із Ройського), Дундазького та Ройського країв, після адміністративно-територіальної реформи Латвії 2021 року.

## Адміністративний поділ
- 4 міста - Валдемарпілс, Сабіле, Стенде, Талсі
- 18 волостей

## Населення
Національний склад краю за результатами перепису населення Латвії 2011 року.
| Національність | К-сть  | %        |
| -------------- | ------ | -------- |
| Латиші         | 29 074 | 93,13 %  |
| Росіяни        | 871    | 2,79 %   |
| Білоруси       | 259    | 0,83 %   |
| Українці       | 188    | 0,60 %   |
| Поляки         | 164    | 0,53 %   |
| Литовці        | 140    | 0,45 %   |
| Інші           | 523    | 1,68 %   |
| Загалом        | 31 219 | 100,00 % |